# Feltia herilis
The Herald Dart hoặc Master's Dart (Feltia herilis) là một loài bướm đêm thuộc họ Noctuidae. Nó được tìm thấy ở đảo Vancouver tới Newfoundland, phía bắc đến Northwest Territories border và phía nam đến the Gulf coast.
Sải cánh dài 34–44 mm. Con trưởng thành bay từ tháng 7 đến tháng 10. Có một lứa một năm.
Ấu trùng ăn a wide variety of plants, bao gồm crops, forages, vegetables, forbs và herbs. Adults have been reported to feed on nectar, with one report on Liatris.